# Ana Filipa Martins
Ana Filipa Martins (Porto, 9 gennaio 1996) è una ginnasta portoghese.
Nella sua carriera ha partecipato a tre edizioni dei Giochi olimpici (Rio 2016 ,Tokyo 2020 e Parigi 2024).
Nel 2021 è stata la prima ginnasta portoghese a qualificarsi per una finale ad attrezzo ad un Campionato europeo; nella stessa occasione ha eseguito per la prima volta un Hindorff con mezzo giro alle parallele asimmetriche, elemento che da quel momento prende il suo nome.
Nel 2021 partecipa ai Campionati del mondo di Kitakyushu, dove si qualifica per la finale all-around e per quella alle parallele. Il 21 ottobre partecipa alla finale all-around terminando la gara al settimo posto, il miglior risultato di sempre per una ginnasta portoghese.